# Lorenzo Frechilla

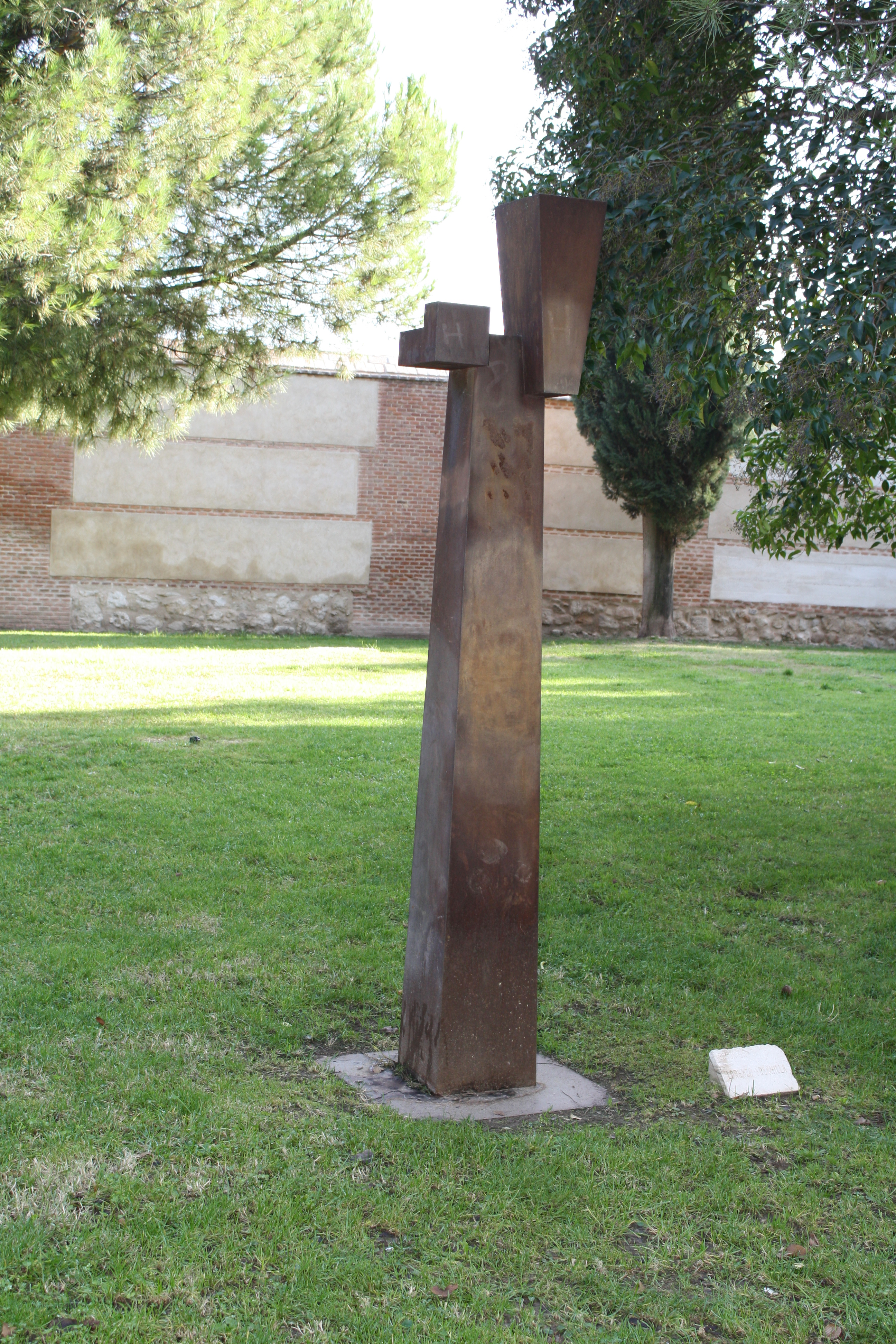
Obra en el Museo de Escultura al Aire Libre de Alcalá de Henares.

Lorenzo Frechilla del Rey (Valladolid, 1927-Madrid, 9 de agosto de 1990) fue un escultor español.

## Biografía
Estudia en la Escuela de Artes y Oficios de Valencia.
En 1948 participó en la fundación del grupo vanguardista vallisoletano Pascual Letreros. Este es un grupo artístico literario influido por el universalismo constructivo del uruguayo Joaquín Torres García, que estuvo activo hasta la primera mitad de las años 50. El teórico y fundador del grupo fue el poeta uruguayo José Parrilla y participaron en él los pintores uruguayos Alma Castillo y Raúl Javiel Cabrera y los artistas vallisoletanos Publio Wifrido Otero, Gerardo Pintado, Primitivo Cano y el escultor cántabro Teodoro Calderón. Hasta 1954 expone junto a ellos.
En 1951 traslada su residencia a Madrid donde conoce a su mujer Teresa Eguibar, también escultura. Ambos se mudaron a París y desde 1961 se integraron en el Grupo Internacional Este-Oeste con el que durante la década de los sesenta recorre Europa. En 1968 viaja por los países nórdicos. Expone en Noruega con el Grupo Este-Oeste e individualmente realiza una exposición en Helsingborg, Suecia y dos en París.
En 1969 asiste a los seminarios de arte realizados por computadoras en el Centro de Cálculo de la Universidad de Madrid. Participa en la Exposición sobre Arte Cibernético del cursillo, junto con Eusebio Sempere, Jose Luis Alexanco, Manuel Barbadillo, Manolo Quejido, José María Yturralde y Teresa Eguíbar.
Falleció en Madrid, en 1990.

## Exposiciones individuales (selección)
- 1947 Exposición de arte abstracto, Universidad de Valladolid.
- 1948 Biblioteca José Mª Pereda, Torrelavega, Cantabria.
- 1948 Galería Saint-Honoré. Fontainebleau, Francia.
- 1963 F-15, Moss, Noruega.
- 1964 Galería Kompagnis-Traede, Copenhague, Dinamarca.
- 1964 Kleine Galerie, Aquisgrán, Alemania.
- 1965 Galería BB, Ronders, Noruega.
- 1966 Den frie Udlstillingsbning Grupo Este-Oeste.
- 1967 Maison de la Culture. París, Francia.
- 1967 Galería Solbacka, Helsingborg, Suecia.
- 1968 Centre de la Culture. París, Francia.
- 1968 Galería Frontera, Madrid.
- 1970 Centro de la Cultura, Bruselas, Bélgica.
- 1971 Galería Kreisler, Madrid.
- 1973 Educationals Centres of Taarupgaard Aarius Enskmunde.
- 1974 Galería Kreisler, Madrid.
- 1974 Svandorg Museum. Copenhague, Dinamarca.
- 1976 Galería Múltiple 4717, Madrid.
- 1981 Galería Kreisler 2, Madrid.

## Exposiciones colectivas
- 1946 Exposición Nacional de Zamora.
- 1949 Arte Actual, itinerante, Ministerio de Asuntos Exteriores, Brasil.
- 1962 Exposición Nacional de Bellas Artes, Madrid.
- 1964 Feria de Nueva York de Arte Religioso. Nueva York, Estados Unidos.
- 1965 Exposición de las Artes. Bruselas, Bélgica.
- 1966 Exposición individual. Moss, Noruega.
- 1966 Exposición individual. Copenhague, Dinamarca.
- 1966 Exposición individual. Aquisgrán, Alemania.
- 1967 Maison des jennes et de la Culture. París, Francia.
- 1967 Bienal Internacional del Deporte en las Bellas Artes, Barcelona.
- 1968 Premiere Bienale d'Art Contemporaine Espagnol, Museo Galliera, París.
- 1970 Matemáticas 3-Antes del Arte, Colegio Oficial de Arquitectura de Andalucía-Occidental y Badajoz.
- 1971 Bienal de San Sebastián, San Sebastián, Guipúzcoa.
- 1978 Participa representando a España en la Trienal Europea de Escultura. París, Francia.
- 1981 Participa en la I Bienal Internacional de Escultura. Budapest, Hungría.
- 1981 Lorenzo Frechilla, Soto y Teresa Eguibar, Fundación Mendoza. Venezuela.
- 1981 ART-11.81 BASEL. Feria Internacional de Arte de Basel. Basilea Suiza.
- 1981 The Palace Spanish Festival, Japón.
- 1990 Teresa Eguíbar y Lorenzo Frechilla, Galería Juan Gris, Madrid.

## Obra en museos y colecciones
- Museo Nacional Centro de Arte Reina Sofía, Madrid.
- Museo de Arte Moderno, Bilbao.
- Museo de Bellas Artes de Bilbao.
- Museo de Arte Moderno, Helsinki, Finlandia.
- Museo de Bellas Artes de Granada.
- Museo de Arte Contemporáneo de Elche.
- Museo de Escultura al Aire Libre de Alcalá de Henares
- Museo de San Telmo, San Sebastián.
- Museo Popular de Arte Contemporáneo de Villafamés, Castellón.
- Museo Svendorg, Copenhague, Dinamarca.
- Museo Struer, Copenhague, Dinamarca.
- Museos Vaticanos, Roma, Italia.
- I.B.M. Escultura Computable, Madrid.
- Oleometalgráficas del Sur, Linares, Jaén.
- Uralita S.A., Madrid.
- Iberia, Sala VIPS, Aeropuerto de Barajas, Madrid.
- OESA, Barcelona.
- Escuela de Ingenieros Industriales de Sevilla.
- Colegio Mayor, Ciudad Universitaria, Madrid.
- Parque de Dubroba, Serbia.

## Premios, becas y adquisiciones
- 1946 Gran Premio de Escultura en la Exposición Nacional de Zamora.
- 1962 II Medalla en la Exposición Nacional de Bellas Artes (España).
- 1963 Premio Nacional de la Dirección General de Bellas Artes en la Exposición Nacional de la Fundación Rodríguez Acosta, Granada.
- 1965 Beca de la Fundación March, Madrid.
- 1967 Premio de la I Bienal "El Deporte en las Bellas Artes", Barcelona.
- 1967 Premio de la Diputación de Vizcaya en la Exposición Nacional de Bellas Artes, Madrid.
- 1967 Medalla Especial del Instituto de Cultura Hispánica.
- 1973 Premio de Escultura en la Bienal Internacional de Marbella.
- 1973 Medalla de Oro "Círculo 2", Madrid.
- 1978 Premio de Escultura en el Symposium Internacional, Yugoslavia.
- 1980 Medalla de Plata, Concurso Exposición de la Villa de Madrid.
- 1980 Premio Nacional de Radio Televisión Española para la "Realización de un monumento conmemorativo de 25 años de su fundación".
- 1981 Beca del Ministerio de Cultura.